# 청계천 두산위브더제니스
청계천 두산위브더제니스(영어:  Cheonggyecheon Doosan We've The Zenith)는 대한민국 서울특별시 중구 흥인동에 위치한 주상복합 단지이다. 서관과 동관과 오피스텔이 있으며 아파트 295세대 및 오피스텔 332세대 총 1개동로 구성되어 있고 난방방식은 개별난방, 도시가스다.
2011년에 착공하여 2014년 12월에 완공하였고 개장 및 입주하였다.

## 내부 시설
다음은 청계천 두산 위브 더 제니스의 내부 시설이다. 1층에는 오픈스페이스 등 판매시설이 있다.
| 층수                | 서관 시설                  | 동관 시설                  | 오피스텔                             |
| ------------------- | -------------------------- | -------------------------- | ------------------------------------ |
| 30층 ~ 36층         | 주거시설                   | 주거시설                   | -                                    |
| 27층 ~ 29층         | 주거시설                   | 주거시설                   | 오피스텔                             |
| 26층                | 스카이브릿지, 휘트니스센터 | 스카이브릿지, 휘트니스센터 | 오피스텔, 스카이브릿지, 휘트니스센터 |
| 3층 ~ 25층          | 주거시설                   | 주거시설                   | 오피스텔                             |
| 1층 ~ 2층           | 판매시설                   | 판매시설                   | 판매시설                             |
| 지하 1층            | 지하주차장, 판매시설       | 지하주차장, 판매시설       | 지하주차장                           |
| 지하 2층            | 지하주차장                 | 지하주차장, 판매시설       | 지하주차장                           |
| 지하 3층 ~ 지하 6층 | 지하주차장                 | 지하주차장                 | 지하주차장                           |

## 같이 보기
- 두산위브더제니스